# Раахе
Ра́ахе (фин. Raahe; до обретения Финляндией независимости Брагестад, швед. Brahestad) — город в Финляндии, в губернии (ляни) Оулу, на берегу Ботнического залива. Население 22,4 тыс. чел. (2007).
Город-побратим Череповца

## История
Брагестад основан в 1649 году графом Пером Браге Младшим, шведским генерал-губернатором Финляндии и носил его имя.
Первоначально город был деревянным, и сейчас его исторический центр — один из десяти сохранившихся старинных финских деревянных городов. После разрушительного пожара 1810 года Брагестад был отстроен по новому генеральному плану, уменьшавшему опасность таких пожаров.
3 ноября 1944 года в Раахе был расформирован 3-й соплеменный батальон Сил обороны Финляндии, созданный 12 ноября 1942 года из советских военнопленных прибалтийско-финских национальностей, которым за участие в войне на стороне Финляндии было обещано, но так и не предоставлено, финское гражданство.

## Экономика
В Раахе расположен пятый по величине товарооборота международный порт Финляндии, имеющий и нефтяной терминал. Здесь также находится один из крупнейших в Финляндии металлургических заводов, «Раутаруукки».

## Известные уроженцы
- Август Максимилиан Мюрберг (1797—1867) — известный шведский и финский офицер и революционер, филэллин.